# SPring-8

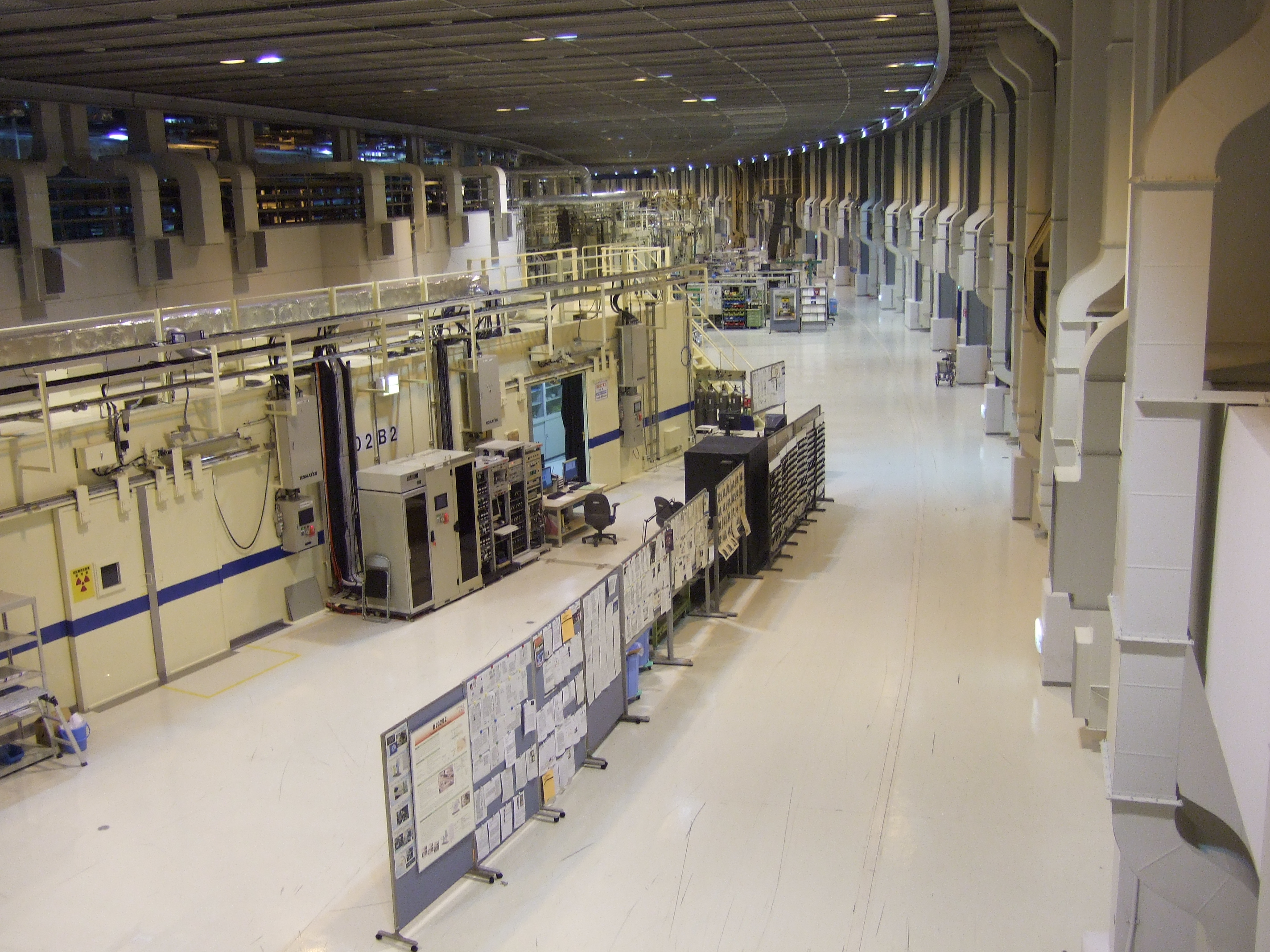
À esquerda, parte do anel de armazenamento do Spring-8.

SPring-8 (um acrônimo de Super Photon Ring - 8 GeV) é uma instalação de radiação de síncrotron localizada na província de Hyogo, no Japão, que foi desenvolvida em conjunto pela RIKEN e pelo Instituto de Pesquisa em Energia Atômica do Japão. Ela é de propriedade e gerenciada pelo RIKEN e operada por comissão pelo Instituto de Pesquisa de Radiação de Síncrotron do Japão. A máquina consiste em um anel de armazenamento contendo um feixe de elétrons de 8 GeV. Em seu caminho ao redor do anel de armazenamento, o feixe passa através de dispositivos de inserção para produzir radiação síncrotron com energias que vão desde suaves raios X de (300 eV) até raios X (300 keV), os duros. A radiação síncrotron produzida na SPring-8 é usada para análise de materiais e caracterização bioquímica de proteínas por muitos fabricantes e universidades japonesas.